# Karl Ludwig Sand

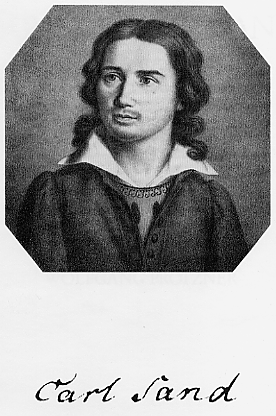
Gravat contemporani que retrata Karl Ludwig Sand.

Karl Ludwig Sand (Wunsiedel, Prússia, actual Alemanya, 5 d'octubre 1795 - Mannheim, 20 de maig de 1820) va ser un estudiant universitari de teologia protestant, membre d'una Burschenschaft, un tipus de fraternitat liberal i nacionalista, conegut per haver assassinat August von Kotzebue, dramaturg alemany d'ideologia conservadora. La seva execució el va convertir en un heroi i màrtir per al nacionalisme alemany del segle xix, que cercava la creació d'un estat nacional unificat alemany.

## L'assassinat de Kotzebue
El diari de Sand confirma que l'estudiant ja havia considerat assassinar August von Kotzebue el 5 de maig de 1818, on l'anomena "traïdor a la nació" i "embaucador del poble", caracteritzant-lo com un enemic de la Burschenschaft. La matinada del 23 de març de 1819, fent servir el pseudònim de "Henry", Sand visità Kotzebue a la seva residència de Mannheim. No fou benvingut a casa seva en un primer moment i li va ser indicat que havia de tornar a la tarda. Sand hi tornà just abans de les cinc del vespre. Després d'un intercanvi verbal entre tots dos, Sand apunyalà Kotzebue repetidament al pit cridant "Aquí tens, traïdor de la pàtria!". El fill de quatre anys de Kotzebue el sorprengué, de manera que Sand va perdre el seny i es va apunyalar a si mateix. Tot sortint de casa, va entregar a un servidor de Kotzebue un escrit que havia preparat per a l'ocasió ("Mort a August von Kotzebue") i es va tornar a apunyalar al carrer. El seu suïcidi, fracassat per segona vegada, el va portar a l'hospital on va ser detingut.

## Execució i llegat
Les corts de Mannheim sentenciaren a mort a Sand el 5 de maig de 1820. La seva execució va ser decapitació, a mans del botxí oficial Franz Wilhelm Widmann. Juntament amb altres esdeveniments i rebel·lions protagonitzats per estudiants radicals, l'assassinat realitzat per Sand va provocar un escàndol a Alemanya entre la burgesia conservadora i la noblesa sobre la pèrdua de la moral i la disciplina entre els joves del país. Aquests fets van ser el detonant de múltiples restriccions i censura del pensament liberal i nacionalista. El 20 de setembre de 1819, el príncep Klemens Wenzel von Metternich va nomenar una reunió de representants dels Estats membres de la Confederació Germànica per tal d'aprovar els anomenats Decrets de Karlsbad que, entre altres mesures, castigaven grups d'estudiants com les Burschenschaften i limitaven la llibertat de premsa i els drets dels membres d'organitzacions polítiques, prohibint la seva entrada a posicions de govern, ensenyament o d'estudiar a les universitats del país. El crim de Sand ha estat interpretat de diferents maneres, i s'ha anomenat el primer atemptat d'ordre polític o ideològic de la història d'Alemanya que, d'altra banda, va ser utilitzat pel sector més conservador de la política per limitar llibertats i mantenir el seu statu quo.

## A les arts i la literatura
Alexandre Dumas (pare) escrigué sobre Sand i publicà porcions dels seus diaris i cartes, després de visitar el fill de Widmann a la ciutat de Mannheim per reunir informació sobre la persona de Sand. Aleksandr Puixkin també nomena Sand al seu poema sobre assassins titulat "La daga" (Kinzhal). S'han realitzat tres pel·lícules a Alemanya sobre diferents aspectes i esdeveniments en la vida de Sant: Karl Sand el 1964, Sand el 1971 i Die Unbedingten el 2009.